# Прапор Сутківців
Прапор Сутківців — офіційний символ села Сутківці Ярмолинецького району Хмельницької області. Затверджений 25 травня 2017 р. рішенням №2 XIV сесії сільської ради VII скликання р. рішенням №7 сесії сільської ради. Автор - К.М.Богатов.

## Опис
В центрі синього квадратного полотнища два переплетених в косий хрест жовтих мечі вістрями догори і білий вертикальний конюшиноподібний хрест.